# Lepilemur leucopus
Il lepilemure dai piedi bianchi (Lepilemur leucopus Major, 1894) è una specie di lemure endemica del Madagascar.

## Descrizione

### Dimensioni
Misura fino a 60 cm di lunghezza, rimanendo solitamente al di sotto di tale valore. Metà della lunghezza è rappresentata dalla coda.

### Aspetto
Il pelo è grigio nella zona dorsale e biancastro in quella ventrale: la coda è marrone chiaro, così come le "basette" che corrono dall'orecchio all'attaccatura della mandibola, orlate di nero sul bordo interno; neri sono anche i cerchi attorno agli occhi, il muso e le zampe.

## Biologia

### Comportamento
Si tratta di animali arboricoli dalle abitudini prettamente notturne: a differenza di molti lepilemuri, non è esclusivamente solitaria ma gli animali che condividono parte del territorio (più femmine, o una femmina ed un maschio, mai due maschi) possono talvolta muoversi insieme per nutrirsi o praticare il grooming. Altri tipi di gruppi che possono formarsi sono quelli composti da una madre coi suoi figli di varie cucciolate: i maschi hanno abitudini più solitarie e tendono a far sì che i propri territori si sovrappongano od inglobino i territori di più femmine.
Per sorvegliare il territorio, i maschi non si affidano a segnali odorosi, ma utilizzano le vocalizzazioni e ne pattugliano costantemente i confini.

### Alimentazione
Come le specie congeneri, si tratta di un animale vegetariano, che in particolare si nutre di foglie, prediligendo quelle di Tamarindus indica ed Euphorbia tirucalli. Oltre alle foglie, non disdegna integrare sporadicamente la dieta con fiori e frutti.

La specie è ciecotrofa, ossia ridigerisce le proprie feci per meglio demolire la cellulosa: come adattamento, il suo cieco è assai sviluppato.

### Riproduzione
La gestazione dura attorno ai 4 mesi, al termine dei quali (solitamente fra settembre e novembre) viene partorito un unico cucciolo che si attacca saldamente al ventre materno, staccandosi solo quando la madre deve nutrirsi: in questi momenti essa lascia il cucciolo su un ramo.

## Distribuzione e habitat
La specie è diffusa nella zona meridionale dell'isola, a ovest del fiume Mandrare, dove vive nelle foreste spinose di Didiereaceae e nella foresta a galleria.

## Conservazione
La Lista rossa IUCN classifica Lepilemur leucopus come specie in pericolo di estinzione (Endangered).